# WWE Elimination Chamber (2017)

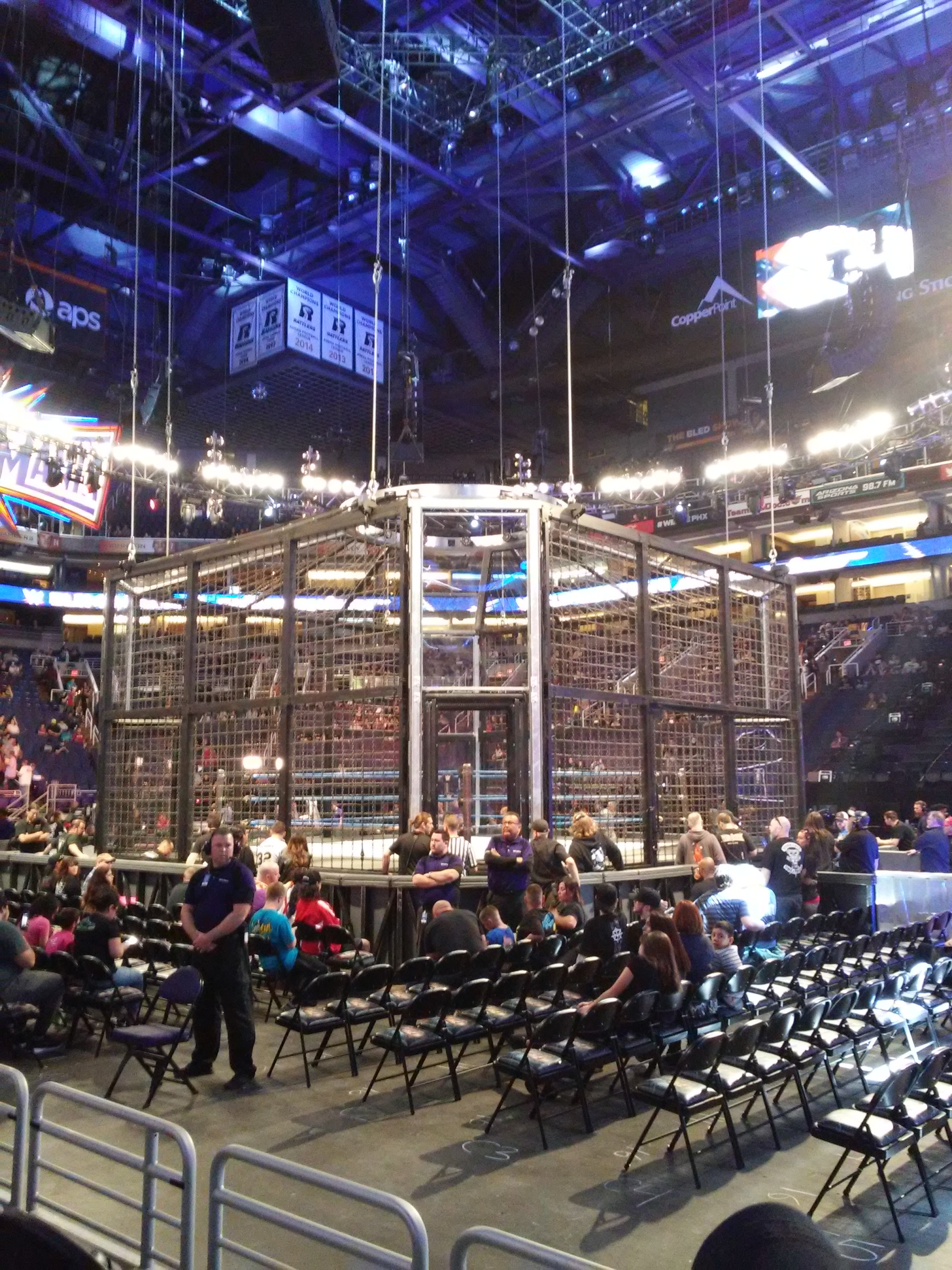
Die WWE Elimination Chamber

WWE Elimination Chamber 2017 (in Deutschland bekannt als WWE No Escape 2017) war eine Wrestling-Veranstaltung der WWE, die als Pay-per-View und auf dem WWE Network ausgestrahlt wurde. Sie fand am 12. Februar 2017 in der Talking Stick Resort Arena in Phoenix, Arizona, Vereinigte Staaten statt. Es war die siebte Austragung von Elimination Chamber seit 2010 und die erste seit Mai 2015. Die Veranstaltung fand zum ersten Mal in Arizona und damit auch zum ersten Mal in Phoenix und in der Talking Stick Resort Arena statt.

## Hintergrund
Im Vorfeld der Veranstaltung wurden acht Matches angesetzt, davon eines für die Pre-Show. Diese resultierten aus den Storylines, die in den Wochen vor Elimination Chamber bei SmackDown Live, einer der wöchentlichen Shows der WWE, gezeigt wurden. Als Hauptkampf wurde, dem Namen der Veranstaltung entsprechend, ein Elimination-Chamber-Match angesetzt, in dem die WWE Championship ausgefochten wurde.

## Ergebnisse

### Übersicht
| Matchart                                                          |                                                |                  | | Zeit  |
| ----------------------------------------------------------------- | ---------------------------------------------- | ---------------- | --- | ----- |
| Singles-Match (Pre-Show-Match)                                    | Mojo Rawley                                    | bes.             | Curt Hawkins | 07:59 |
| Singles-Match                                                     | Becky Lynch                                    | bes.             | Mickie James | 11:34 |
| 2-on-1-Handicap-Match                                             | Apollo Crews & Kalisto                         | bes.             | Dolph Ziggler | 07:20 |
| Tag-Team-Turmoil-Match um die WWE SmackDown Tag Team Championship | American Alpha (Chad Gable & Jason Jordan) (C) | bes.             | Breezango (Fandango & Tyler Breeze), Heath Slater & Rhyno, The Ascension (Konnor & Viktor), The Usos (Jey Uso & Jimmy Uso) und The Vaudevillains (Aiden English & Simon Gotch) | 21:05 |
| Singles-Match                                                     | Nikki Bella                                    | Double Count Out | Natalya | 13:15 |
| Singles-Match                                                     | Randy Orton                                    | bes.             | Luke Harper | 17:13 |
| Singles-Match um die WWE SmackDown Women’s Championship           | Naomi                                          | bes.             | Alexa Bliss (C) | 08:18 |
| No-Escape-Match um die WWE Championship                           | Bray Wyatt                                     | bes.             | AJ Styles, Baron Corbin, Dean Ambrose, John Cena (C) und The Miz | 34:26 |

### Tag-Team-Turmoil-Match
| #  | Tag Team                                        | Eliminiert als | Eliminiert durch     | Zeit  | Eliminierungen |
| -- | ----------------------------------------------- | -------------- | -------------------- | ----- | -------------- |
| 01 | Heath Slater & Rhyno                            | 03.            | The Usos             | 09:45 | 02             |
| 02 | Fandango & Tyler Breeze (Breezango)             | 01.            | Heath Slater & Rhyno | 04:35 | 0              |
| 03 | Aiden English & Simon Gotch (The Vaudevillains) | 02.            | Heath Slater & Rhyno | 06:44 | 0              |
| 04 | Jey Uso & Jimmy Uso (The Usos)                  | 04.            | American Alpha       | 15:21 | 01             |
| 05 | Chad Gable & Jason Jordan (American Alpha)      | 0–             | Sieger               | 21:05 | 02             |
| 06 | Konnor & Viktor (The Ascension)                 | 05.            | American Alpha       | 21:05 | 0              |

### No-Escape-Match
| #  | Name         | Eliminiert als | Eliminiert durch | Zeit  | Eliminierungen |
| -- | ------------ | -------------- | ---------------- | ----- | -------------- |
| 01 | John Cena    | 04.            | Bray Wyatt       | 29:07 | 01             |
| 02 | AJ Styles    | 05.            | Bray Wyatt       | 34:26 | 0              |
| 03 | Dean Ambrose | 02.            | The Miz          | 20:42 | 01             |
| 04 | Bray Wyatt   | 0–             | Sieger           | 34:26 | 02             |
| 05 | Baron Corbin | 01.            | Dean Ambrose     | 18:36 | 0              |
| 06 | The Miz      | 03.            | John Cena        | 22:29 | 01             |